# Oderské vrchy
Oderské vrchy (německy Oderberge nebo Odergebirge, polsky Góry Odrzańskie) jsou vrchovina, součást geomorfologického celku Nízký Jeseník, jež leží na území Olomouckého a Moravskoslezského kraje. V Oderských vrších, na území vojenského výcvikového prostoru Libavá, pramení řeka Odra.

## Charakteristika

### Nejvyšší bod
Nejvyšším bodem je Fidlův kopec 680 m n. m.

### Klimatické podmínky
Území Oderských vrchů patří mezi chladnější a větrnější oblasti, za což vděčí rázu náhorní plošiny.

### Další charakteristiky
Průměrná nadmořská výška oblasti je 546 m. Území Oderských vrchů bylo v roce 1994 vyhlášeno přírodním parkem o rozloze 287 km². Roste zde smíšený lesní porost skládající se převážně z buků a smrků.
Značnou část území Oderských vrchů zabírá vojenský újezd Libavá, proto je tato část veřejnosti nepřístupná nebo jen s omezením. Jednou ročně je vojenský prostor pro veřejnost otevřen. Akce nese název Bílý kámen.
V roce 2000 byla na území Oderských vrchů vyhlášena ptačí oblast Natura.

## Hydrologie

### Pramen Odry
Odra pramení u Fidlova kopce u Kozlova. Její pramen je o víkendech a svátcích přístupný a vede k němu značená cesta.

### Další hydrologické informace
Přes území oderských vrchů prochází hlavní evropské rozvodí Dunaje (úmoří Černého moře) a Odry (úmoří Baltského moře).
Pramení zde spousta malých potoků a říček, např. Boškovský potok, Bradelný potok, Čermná, Černý potok, Davídka, Hejnice, Hluboček, Jezernice, Kyjanka, Lazský potok, Lichnička, Lubeň, Nepřívazský potok, Milenovec, Oldřůvka, Olešnice, Plazský potok, Radíkovský potok, Říka, Smilovský potok, Smolenský potok, Srnkov, Střelenský potok, Trnava, Trnávka, Uhřínovský potok, Varhošťský potok, Velička, Vrtůvka, Žabník a další.
Západní část je odvodňována převážně řekou Bystřice.

## Některé vrcholy Oderských vrchů
- Brána (636 m n. m.)
- Dobytčí vrch (600 m n. m.)
- Fidlův kopec (680 m n. m.) - nejvyšší vrchol
- Jílový vrch (616 m n. m.)
- Juřacka (589 m n. m.)
- Kamenná (568 m n. m.)
- Kožuch (655 m n. m.)
- Křížová hora (656 m n. m.)
- Obírka (622 m n. m.)
- Olomoucký kopec u Boškova (600 m n. m.)
- Olomoucký kopec u Velké Střelné (634 m n. m.)
- Perná (611 m n. m.)
- Popelný kout (581 m n. m.)
- Přemkovo zákoutí (651 m n. m.)
- Radeška (671 m n. m.) - třetí nejvyšší vrchol
- Ranoš (656 m n. m.)
- Rusalka (632 m n. m.)
- Růžový kopec (653 m n. m.)
- Slavkovský vrch (636 m n. m.)
- Smolná (620 m n. m.)
- Spálený (666 m n. m.) - čtvrtý nejvyšší vrchol
- Strážisko (676 m n. m.) - druhý nejvyšší vrchol
- Strážná (630 m n. m.)
- Studená (625 m n. m.) - nejvyšší vrchol okresu Přerov
- Švédská kupa (636 m n. m.)
- U kamenné boudy (593 m n. m.)
- Zelený kříž (661 m n. m.)
- Zigartický kopec (556 m n. m.)

## Některé soutěsky a sedla Oderských vrchů
- Peklo - nejhlubší údolí Oderských vrchů, které se nachází v jeho jižní části tvořené potokem Jezernice. Známé je také skalami (Čertovy kazatelny), zaniklými štolami a chráněnými živočichy, rostlinami a houbami.
- Malý hub - se nachází v severní části pohoří a patří také do Vítkovské vrchoviny. Známý je zaniklými doly na olovo a stříbro, skalami a zaniklými osadami.
- Potštátské skalní město - soutěska s nejvyššími skalními stěnami v Oderských vrších.
- Sedlo pod Strážnou - sedlo poblíže skály Bílý kámen

## Galerie fotografií

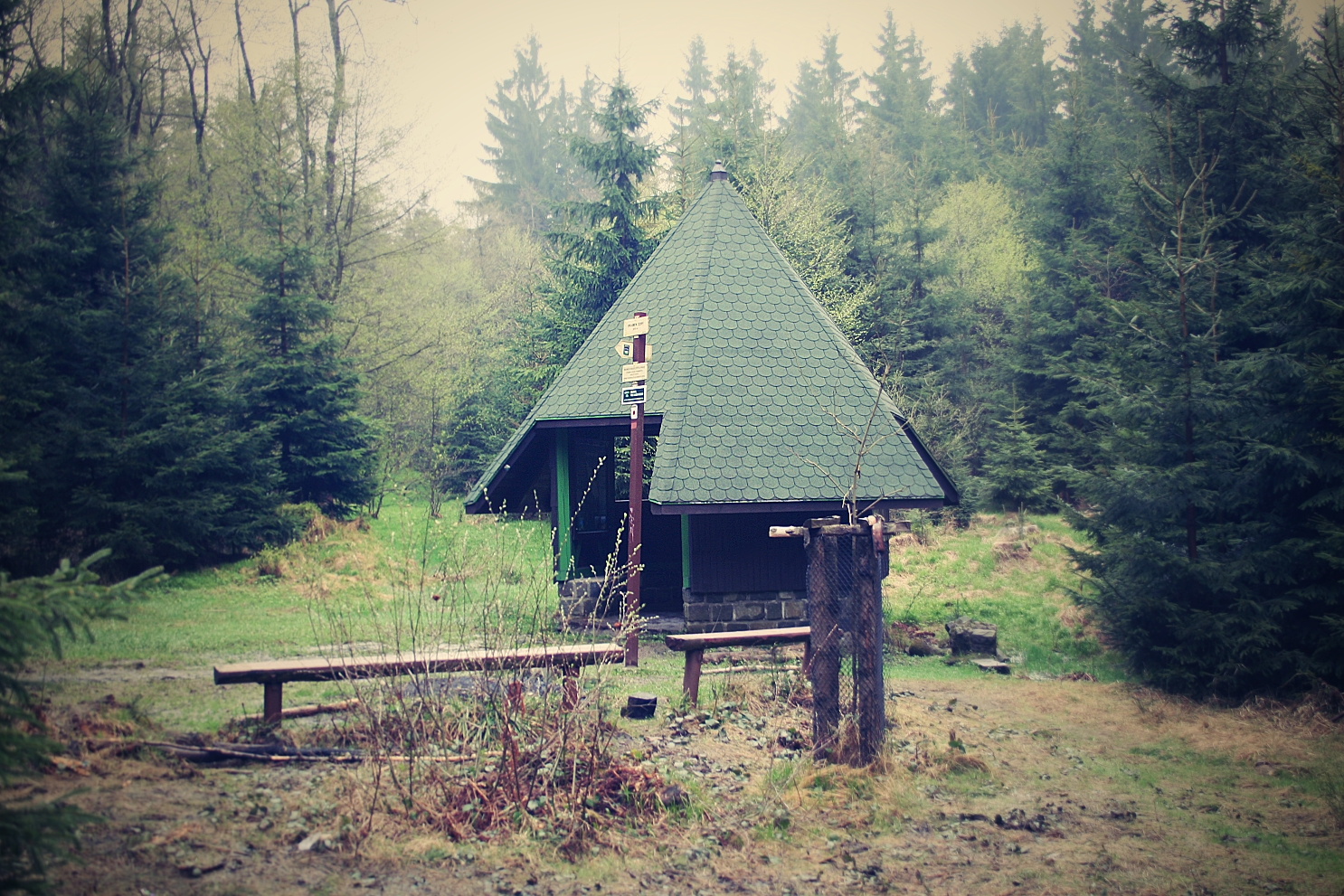
Pramen Odry
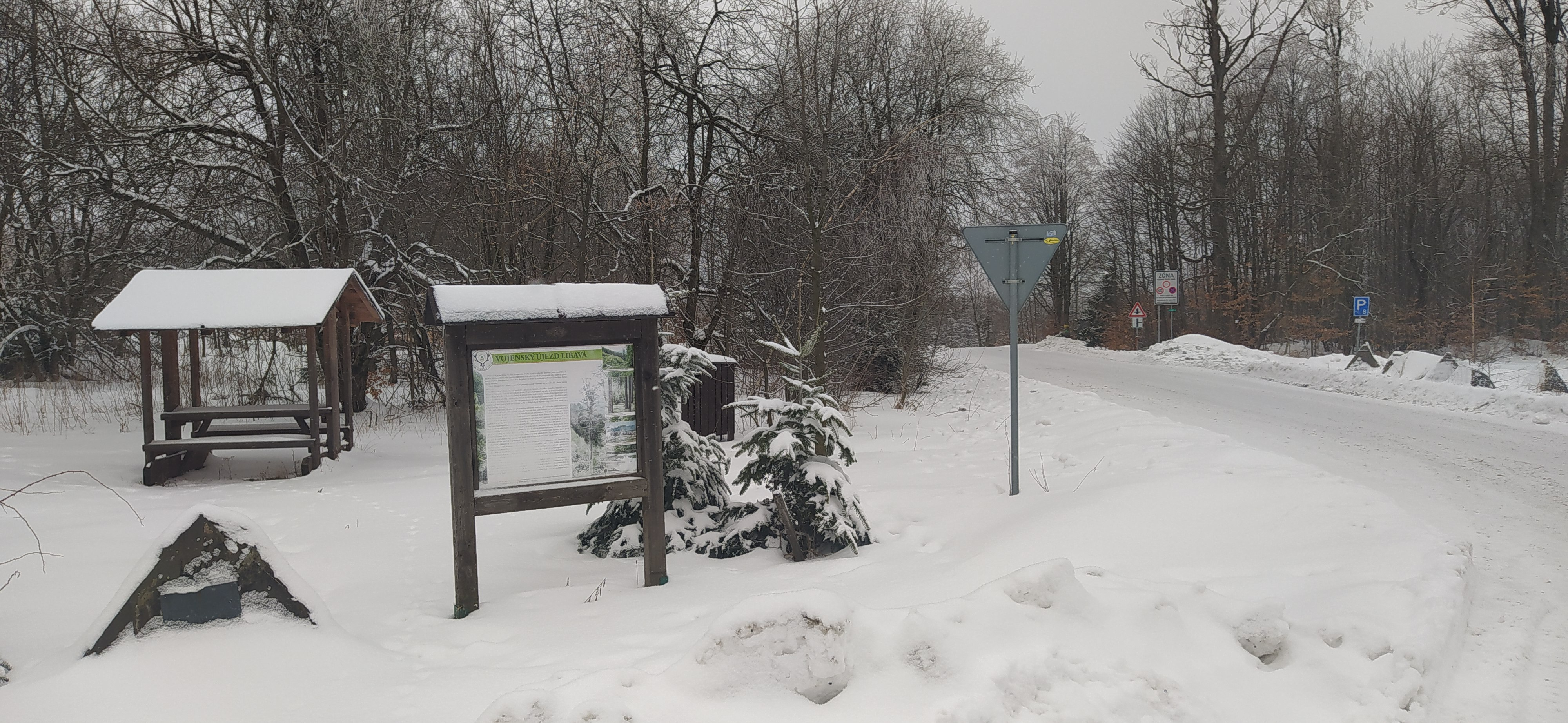
U Zeleného kříže
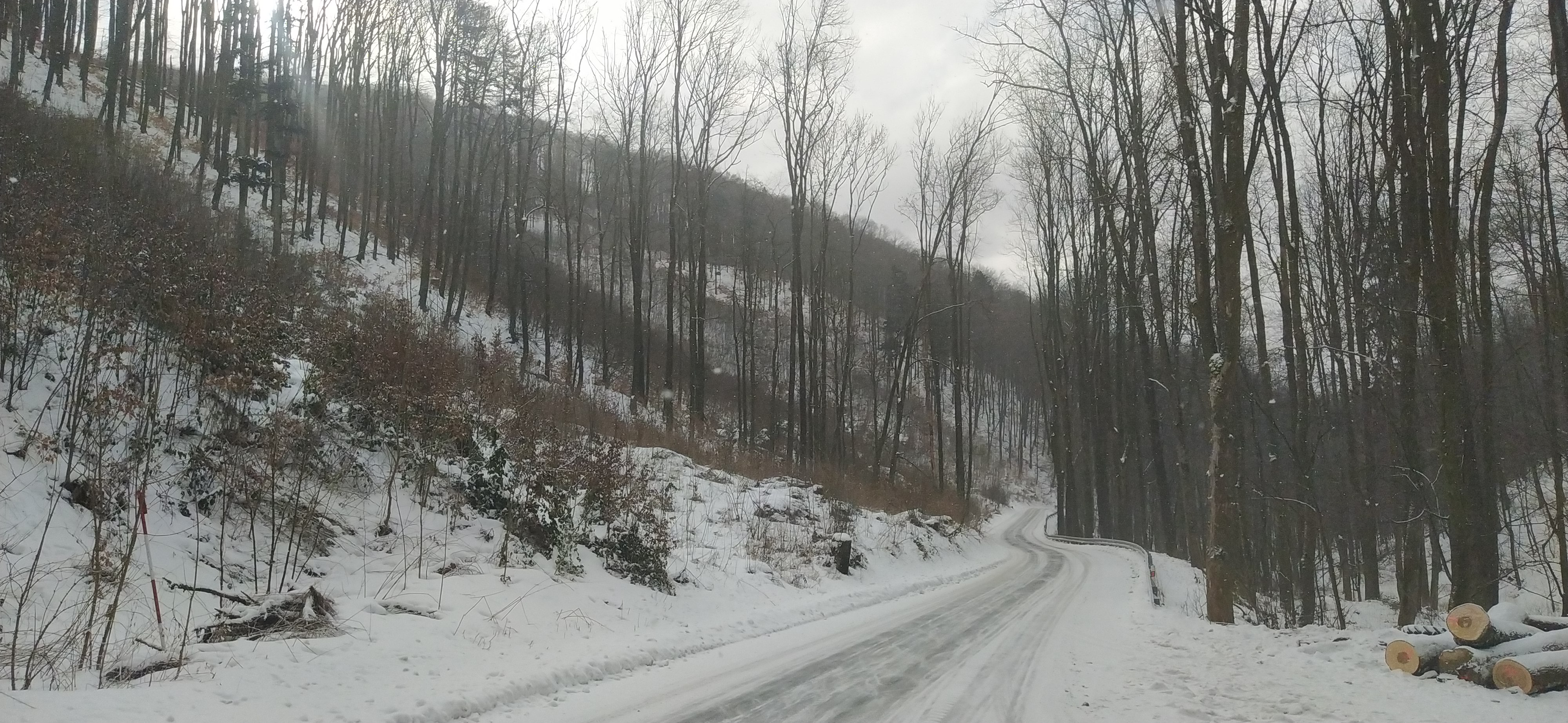
Vrchol Obírka z cesty ze Slavkova do Loučky
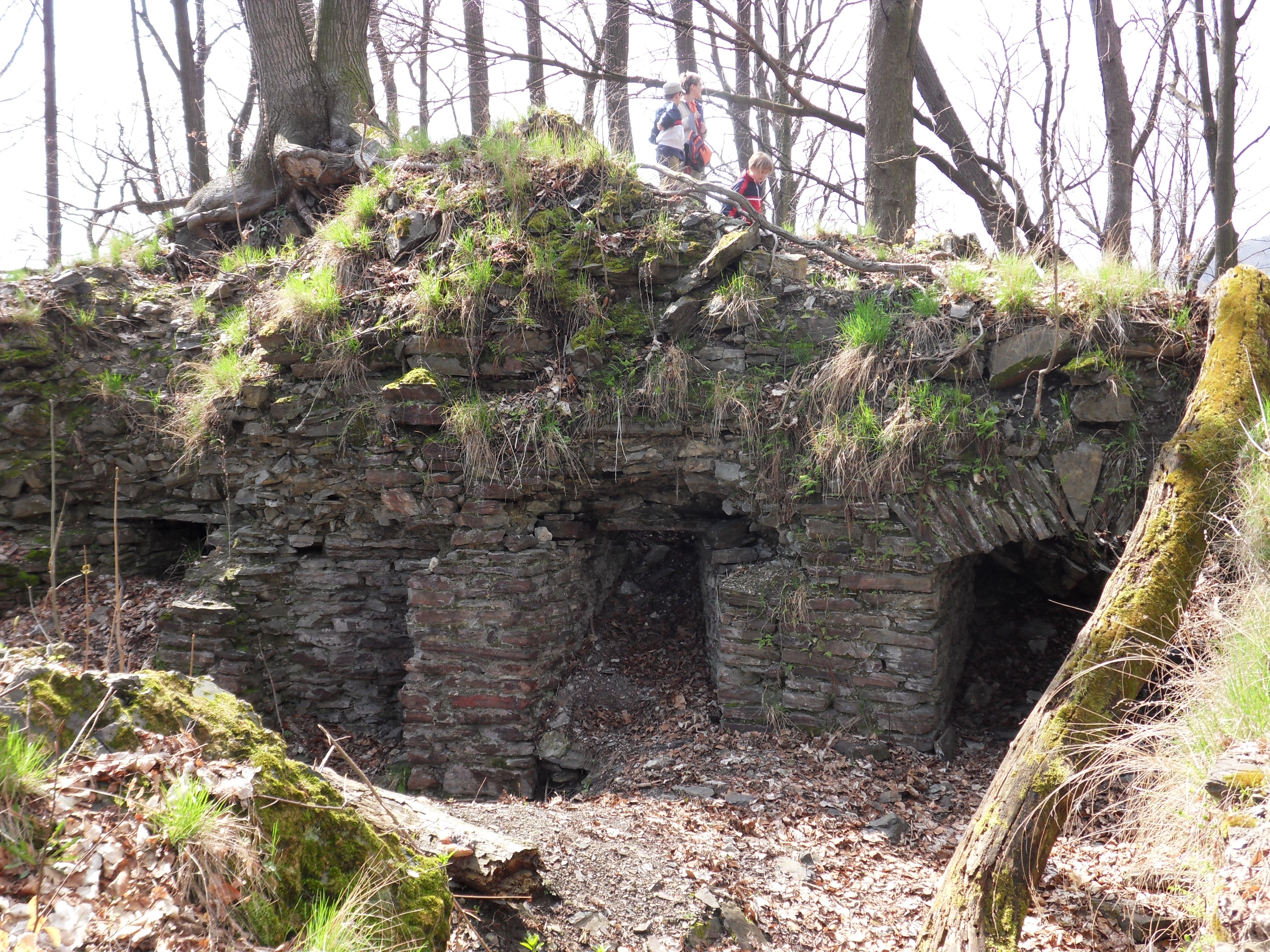
Hrad Drahotuš nad Podhořím
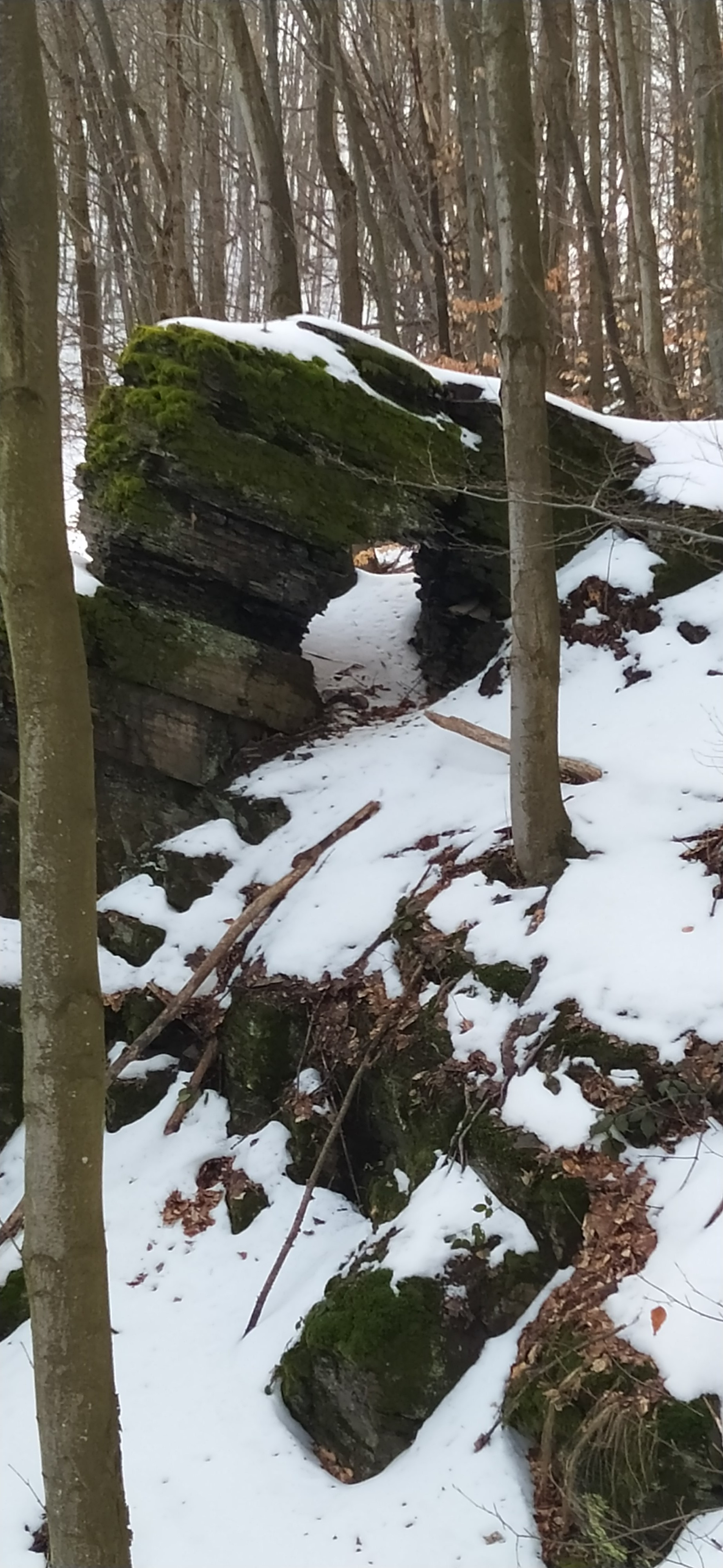
Peklo, Čertovy kazatelny
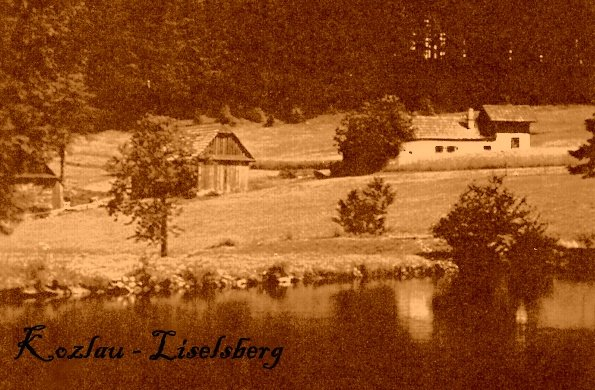
Eliščiná (Liselsberg)
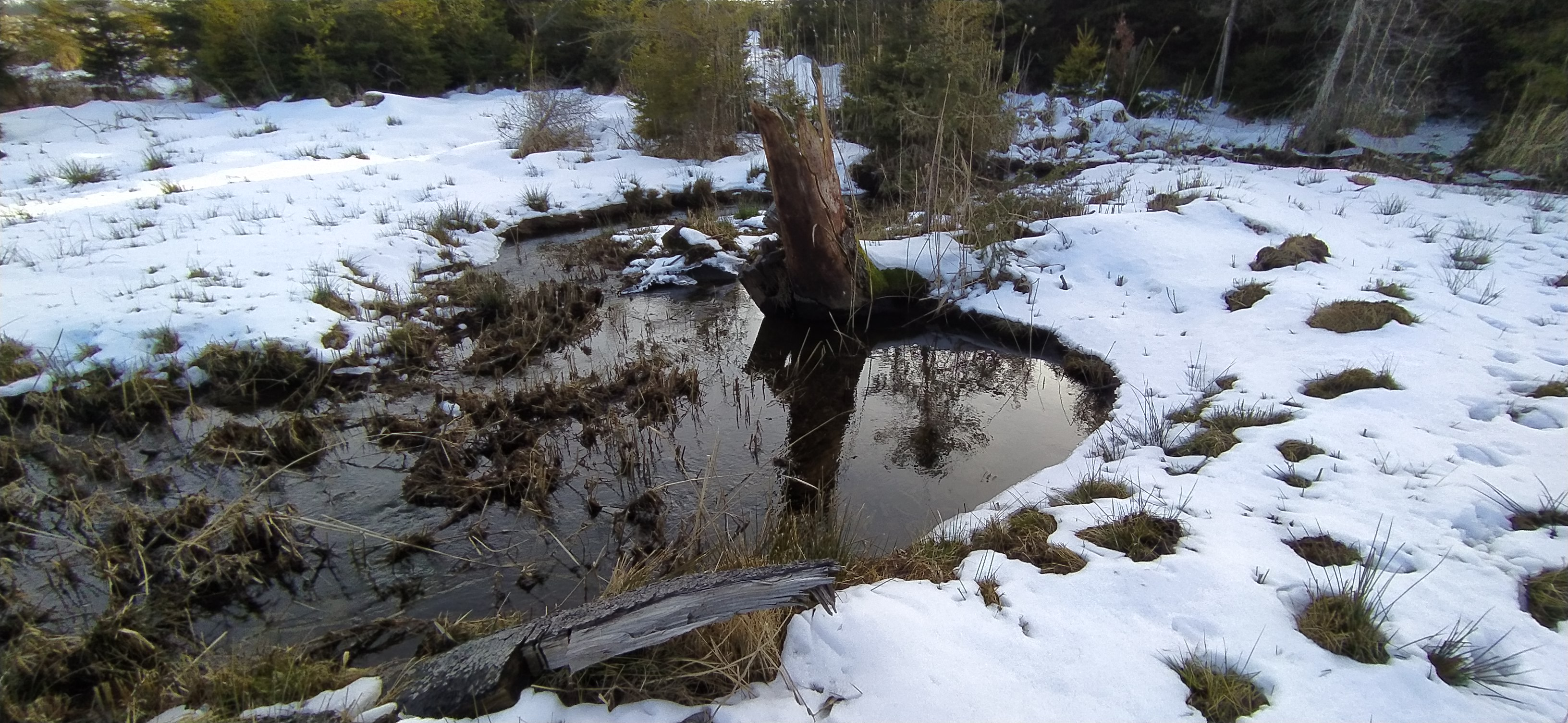
Smolenská luka
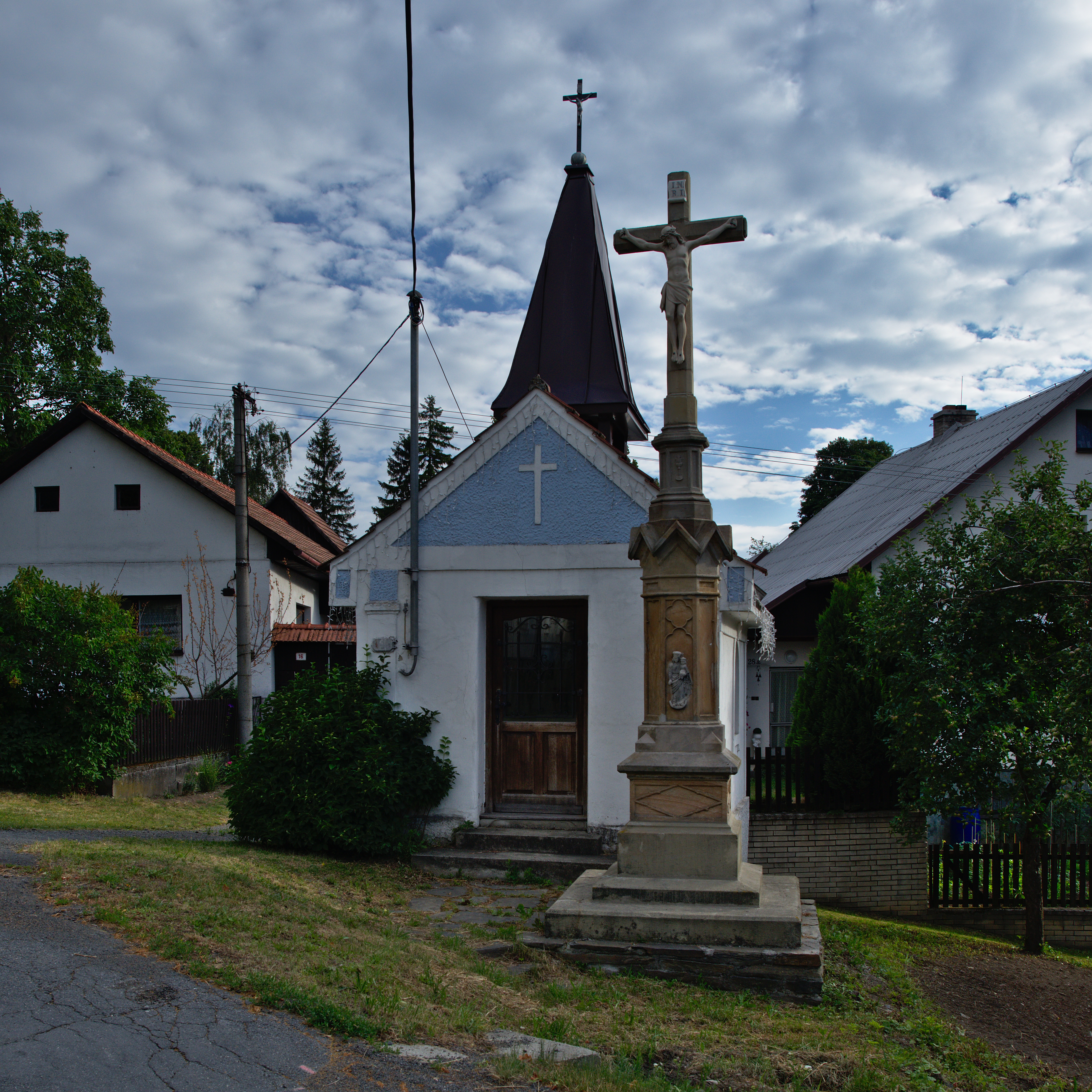
Uhřínov
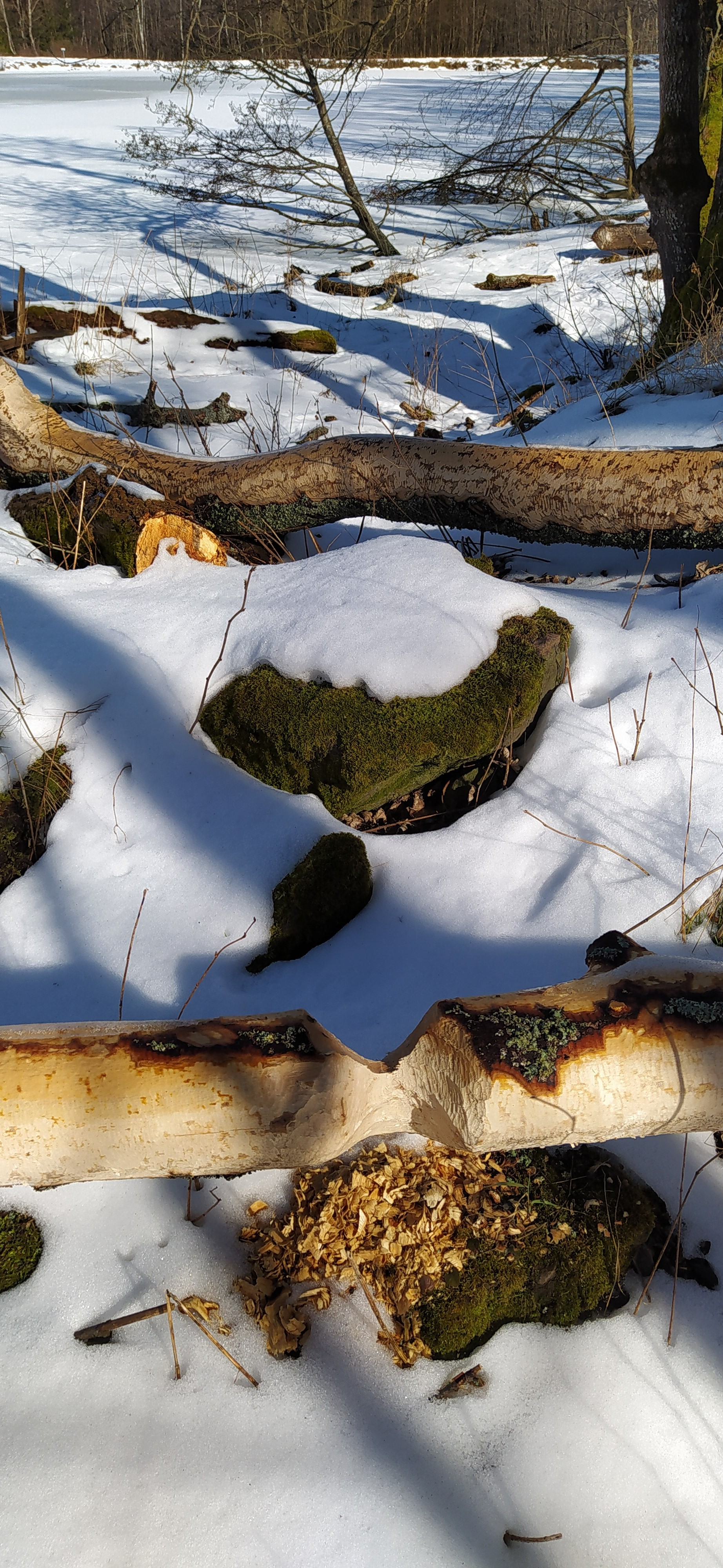
Činnost bobrů u Hermesova Mlýna
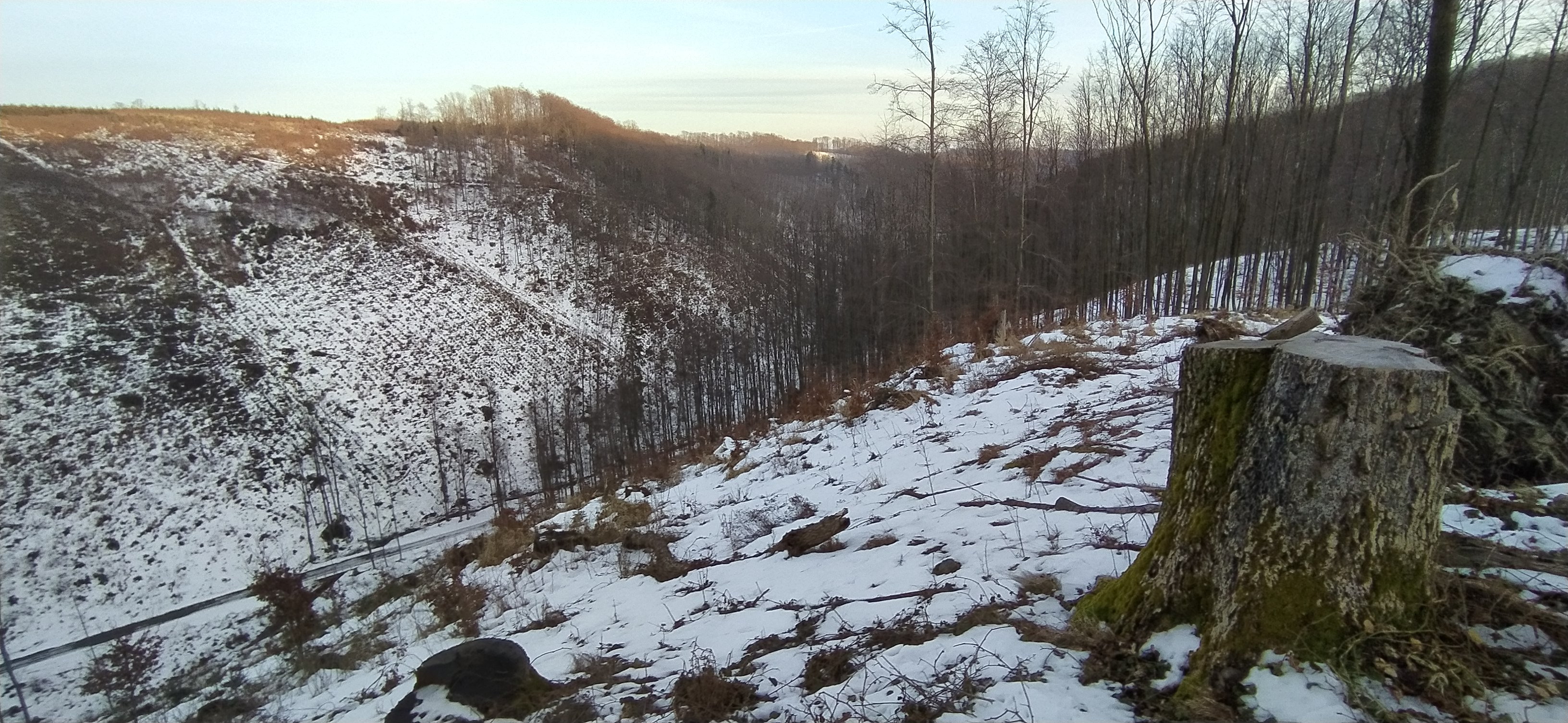
Nad Čertovými kazatelnami, údolí Peklo